# Epilobium nevadense
Epilobium nevadense là một loài thực vật có hoa trong họ Anh thảo chiều. Loài này được Munz mô tả khoa học đầu tiên năm 1929.